# 羅必勝
羅必勝（1995年5月9日—），澳洲男子羽毛球運動員。

## 簡歷
2015年10月，羅必勝出戰新喀里多尼亞羽毛球國際賽，與安东尼·乔合作赢得男子雙打比賽冠軍。
2017年2月，羅必勝出戰在新喀里多尼亞努美阿舉行的大洋洲羽毛球錦標賽，赢得男子單打比賽冠軍。
2017年8月，羅必勝參加蘇格蘭格拉斯哥舉行的世界羽毛球錦標賽，出戰男子單打項目，首圈就以0比2（19-21、4-21）不敵意大利的罗萨里奥·马达洛尼出局。

## 主要比賽成績
只列出曾進入準決賽的國際賽事成績：
| 年份   | 賽事                         | 公開賽級別 | 項目     | 拍檔      | 成績   |
| ------ | ---------------------------- | ---------- | -------- | --------- | ------ |
| 2015年 | 大洋洲羽毛球錦標賽           | 其他       | 男子雙打 | 安东尼·乔 | 季軍   |
| 2015年 | 奧克蘭羽毛球國際賽           | 國際系列賽 | 男子雙打 | 安东尼·乔 | 準決賽 |
| 2015年 | 新喀里多尼亞羽毛球國際賽     | 國際系列賽 | 男子雙打 | 安东尼·乔 | 冠軍   |
| 2016年 | 大洋洲羽毛球男女子團體錦標賽 | 其他       | 男子團體 | －        | 亞軍   |
| 2016年 | 大洋洲羽毛球錦標賽           | 其他       | 男子雙打 | 安东尼·乔 | 季軍   |
| 2017年 | 努美阿羽毛球國際賽           | 國際系列賽 | 男子單打 | －        | 準決賽 |
| 2017年 | 大洋洲羽毛球錦標賽           | 其他       | 男子單打 | －        | 冠軍   |
| 2018年 | 大洋洲羽毛球男女子團體錦標賽 | 其他       | 男子團體 | －        | 冠軍   |
| 2019年 | 貝寧羽毛球國際賽             | 國際系列賽 | 混合雙打 | 路易莎·馬 | 亞軍   |
| 2019年 | 科特迪瓦羽毛球國際賽         | 國際系列賽 | 混合雙打 | 路易莎·馬 | 準決賽 |

| 2007-2017年 | 首要超級賽 | 超級賽 | 黃金大獎賽 | 大獎賽 | 國際挑戰賽 | 國際系列賽 | 未來系列賽 | 其他 |

| 2018-2026年 | 總決賽 | 超級1000賽 | 超級750賽 | 超級500賽 | 超級300賽 | 超級100賽 | 國際挑戰賽 | 國際系列賽 | 未來系列賽 | 其他 |

### 奧運會和世錦賽參賽紀錄
|          | 2017 |
| -------- | ---- |
| 男子單打 | 64強 |